# Гней Корнелий Лентул (консул 18 пр.н.е.)
Вижте пояснителната страница за други личности с името Гней Корнелий Лентул.
Гней Корнелий Лентул (на латински: Gnaeus Cornelius Lentulus; * преди 61 пр.н.е.) e римски политик и сенатор на ранната Римска империя.
Произлиза от клон Лентул на фамилията Корнелии и е син на Луций Корнелий Лентул.
През 18 пр.н.е. Гней Корнелий Лентул е консул заедно с Публий Корнелий Лентул Марцелин.